# اینترسپت
اینترسپت (به انگلیسی: The Intercept) انتشارات آنلاینی است که در فوریه ۲۰۱۴ توسط سازمان خبری فِرست-لوک-مدیا تأسیس شده توسط پیر امیدیار بنیانگذاری شد. این انتشاراتی اخبار و اسناد مربوط به افشاگری‌های ادوارد اسنودن را منتشر می‌کند. سردبیران این انتشاراتی گلن گرینوالد، خبرنگار روزنامهٔ گاردین، جرمی اسکیهیل و بتسی رید هستند. لورا پویترس سردبیر اسبق آن بود. پادکست دیکنس‌تراکتد مهدی حسن از تولیدات انتشارات است.